# (5133) Phillipadams
(5133) Phillipadams (1990 PA) – planetoida z pasa głównego asteroid okrążająca Słońce w ciągu 4,48 lat w średniej odległości 2,71 j.a. Odkryta 12 sierpnia 1990 roku.